# Bartoloměj Štěrba (starší)
Bartoloměj Štěrba (* 6. července 1957 Karlovy Vary, Československo) je český sochař, restaurátor a štukatér. Člen uměleckého spolku NEFOSIN.

## Život
Žije v Kozojedech v okrese Plzeň-sever. Vyučil se zedníkem a štukatérem. Poté pokračoval na střední odborné škole. Od roku 1971 pracuje jako kameník a štukatér na obnově různých památkových objektů (Mariánský sloup v Kolíně, Vinohradské divadlo, Nečtinský zámek, hrad Rabí, Kostel sv. Bartoloměje v Plzni, apod.). Vlastní tvorbě se věnuje od roku 1989. Tvoří z kamene (pískovec, opuka, mramor) a dřeva. Je předsedou Kulturního spoku Kozojedy. Organizuje sochařská symposia. Syn Bartoloměj a dcera Helena se také věnují sochařství.

## Účast na sympoziích
- Mezinárodní sochařské sympozium 2006, Nečtiny[2]
- Mezinárodní sochařské sympozium 2015, Nečtiny[2]

## Dílo
- Jaro-Léto-Podzim-Zima, 1986, pískovec, Plzeň, sídliště Košutka (společně s Břetislavem Holakovským)
- Bysta Hanuše Štěpána, 1987, pískovec, Plzeň (budova Obchodní akademie) (společně s Břetislavem Holakovským)
- Kašna na náměstí v Kralovicích, 2002
- Socha vodníka Vojtěcha, Krašov, 2003
- Vlnka, 2014, kámen, Plzeň (zahrada 80. MŠ)
- Svatý Ambrož, 2015, dřevo, Plzeň (arboretum Sofronka) (společně s Jitkou Navrátilovou)
- Anděl, 2015, hořický pískovec. Nečtiny.[2]
- Bysta Karla Kaňáka, 2016, Plzeň (arboretum Sofronka)
- Pamětní deska malíře Václava Karla, Dobříč (okres Plzeň - sever ), 2017
- Socha sv. Mořice, Mouřenec na Šumavě, 2017
- Socha sv. Jana Nepomuckého, kostel Stod, 2018
- Vodník Barchan, hořický pískovec, 2020, Plzeň (Výuková zahrada u Boleveckého rybníka)
- křížová cesta v Kožlanech (okres Plzeň -sever), hořický pískovec, 2020
- Pomník sochaře Václava Levého v Nebřezinech (okres Plzeň - sever ), 2020

## Galerie

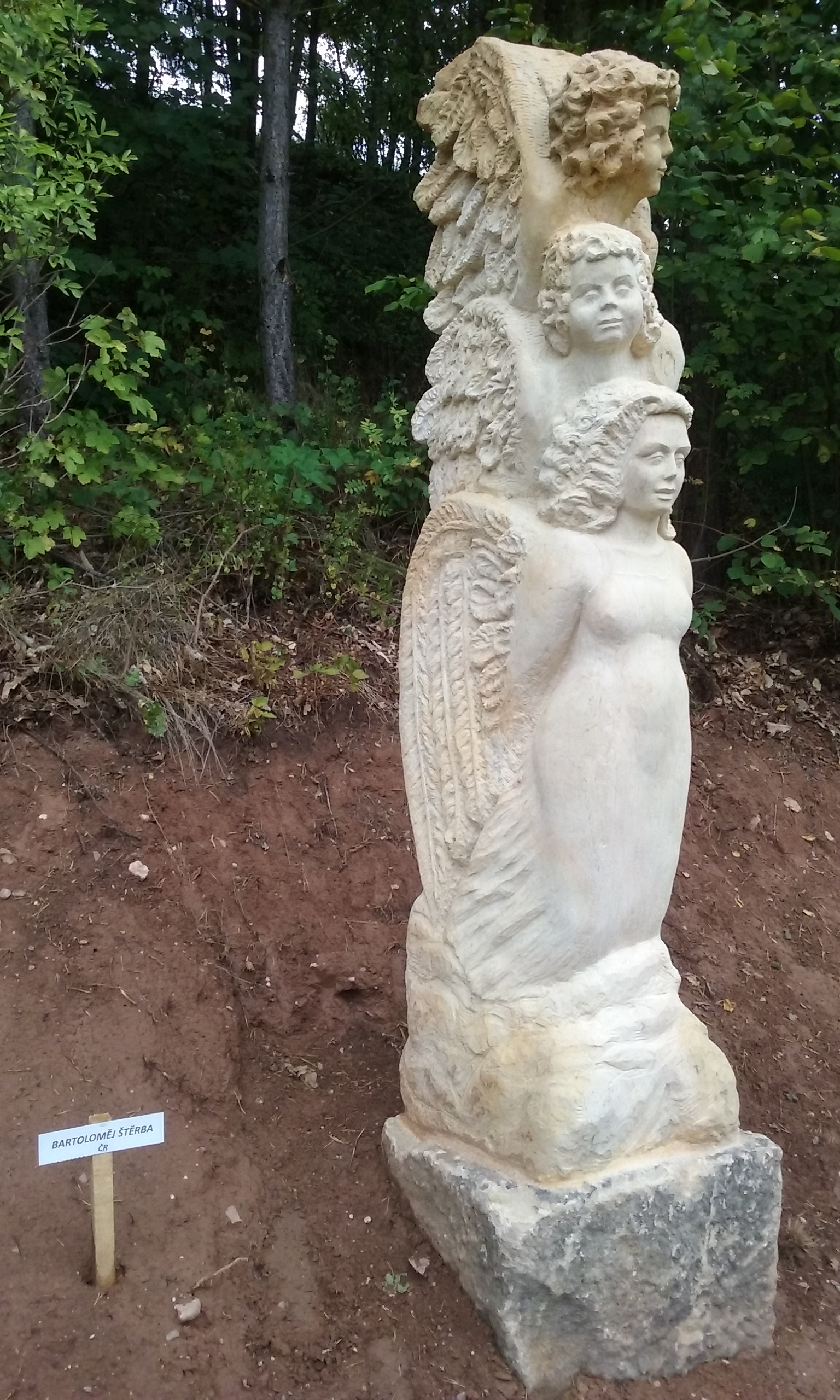
Anděl. 2015. Pískovec. Nečtiny.